# Impulse (serial telewizyjny)
Impulse – amerykański internetowy serial (dramat fantasy, akcja) wyprodukowany przez Hypnotic oraz Universal Cable Productions, który jest luźną adaptacją powieści o tym samym tytule autorstwa Stevena Goulda.
Serial był emitowany od 6 czerwca 2018 przez YouTube Premium. Sezon drugi pojawił się w serwisie YouTube Premium w październiku 2019 roku.

## Fabuła
Serial opowiada o 16 letniej Henriettie „Henry” Coles, która miała zostać zgwałcona, ale udało się jej teleportować i uciec oprawcy. Dziewczyna musi nauczyć się żyć z nową mocą, aby bezpiecznie z niej korzystać.

## Obsada

### Główna
- Maddie Hasson jako Henrietta „Henry” Coles[2]
- Missi Pyle jako Cleo Coles[2]
- Sarah Desjardins jako Jenna Hope[2]
- Enuka Okuma jako Anne Hulce[2]
- Craig Arnold jako Lucas Boone[2]

### Drugoplanowa
- David James Elliott jako Bill Boone
- Aidan Devine jako szeryf Dale

## Odcinki
| Sezon | Odcinki | Oryginalna emisja w YouTube Premium | Oryginalna emisja w YouTube Premium |
| Sezon | Odcinki | Premiera sezonu                     | Finał sezonu                        |
| ----- | ------- | ----------------------------------- | ----------------------------------- |
| 1     | 10      | 6 czerwca 2018                      | 6 czerwca 2018                      |
| 2     | 10      | 16 października 2019                | 16 października 2019                |

### Sezon 1 (2018)
| #  | Tytuł                      | Reżyseria                          | Scenariusz                    | Premiera w YouTube Premium |
| -- | -------------------------- | ---------------------------------- | ----------------------------- | -------------------------- |
| 1  | Pilot                      | Doug Liman, Mohammad Ghorbankarimi | Gary Spinelli                 | 6 czerwca 2018             |
| 2  | State of mind              | Alex Kalymnios                     | Lauren LeFranc                | 6 czerwca 2018             |
| 3  | Treading Water             | Ed Fraiman                         | Debra Fordham                 | 6 czerwca 2018             |
| 4  | VITA/MORS                  | Mark Tonderai                      | John McCutcheon               | 6 czerwca 2018             |
| 5  | The Eagle and the Bee      | Helen Shaver                       | Matt Pitts                    | 6 czerwca 2018             |
| 6  | In Memoriam                | Valerie Weiss                      | Michael Bhim, Clare McQuillan | 6 czerwca 2018             |
| 7  | He Said, She Said          | Maggie Kiley                       | Torrey Speer                  | 6 czerwca 2018             |
| 8  | Awakenings                 | Rebecca Johnson                    | Lauren LeFranc, Debra Fordham | 6 czerwca 2018             |
| 9  | They Know Not What They Do | Cherien Dabis                      | Lauren LeFranc, Matt Pitts    | 6 czerwca 2018             |
| 10 | New Beginnings             | Mairzee Almas                      | Lauren LeFranc                | 6 czerwca 2018             |

## Produkcja
18 października 2016 roku YouTube Premium zamawia pilotowy odcinek serial.
W grudniu 2016 roku poinformowano, że Maddie Hasson, Missi Pyle, Sarah Desjardins, Enuka Okuma oraz Craig Arnold dołączyli do obsady.
27 czerwca 2017 roku ogłoszono, że YouTube Premium zamówiło pierwszy sezon serialu.
20 lipca 2018 roku ogłoszono, że YouTube Red przedłużyło serial o drugi sezon.